# 副噬脂鯉屬
副噬脂鯉屬為輻鰭魚綱脂鯉目琴脂鯉亞目複齒脂鯉科的其中一属。

## 下属物种
- 副噬脂鯉(Paraphago rostratus)

## 扩展阅读
維基物種上的相關：副噬脂鯉屬